# ویلیام گلدینگ
سر ویلیام جرالد گُلدینگ (به انگلیسی: Sir William Gerald Golding) (زادهٔ ۱۹ سپتامبر ۱۹۱۱ – درگذشتهٔ ۱۹ ژوئن ۱۹۹۳)، شاعر و رمان‌نویس بریتانیایی برندهٔ جایزه نوبل ادبیات در ۱۹۸۳ بود. از معروفترین آثارش می‌توان به سالار مگس‌ها اشاره کرد. او همچنین جایزه ادبی من بوکر را برای رمان آداب عبور که اولین کتاب از سه‌گانهٔ به سوی انتهای زمین است، در ۱۹۸۰ کسب کرد. همچنین چهار کتاب سالار مگس‌ها، برج، سقوط آزاد و خدای عقرب به فارسی ترجمه و در ایران به انتشار رسیده‌اند.
در ۱۹ ژوئن سال ۱۹۹۳در پراناوورتال کورن‌وال درگذشت.

## آثار
- سالار مگس‌ها ۱۹۵۴
- وارثان ۱۹۵۵
- پینچر مارتین ۱۹۵۶
- پروانه برنجی ۱۹۵۸
- سقوط آزاد ۱۹۵۹
- هرم ۱۹۶۷
- خدای عقرب ۱۹۷۱
- تاریکی مشهود ۱۹۷۹
- پرواز نوش
- منار مخروطی
- برج